# Shardik
Shardik er en roman af Richard Adams. På øerne Ortelga og Quiso i udkanten af det beklanske storrige dyrkes guden Shardik. Denne gud har efter sigende i fortiden taget skikkelse af en bjørn, der stort set hele tiden var hos sit folk. I mange år har ingen set Shardik; men en dag møder jægeren Kelderek en kæmpemæssig bjørn, der redder hans liv – og forandrer det totalt. Den forandrer også livet for de andre ortelganere, for præstinderne på Quiso og i næste omgang for hele storriget.
Kelderek er hele tiden i begivenhedernes centrum. Han oplever at få magt og miste den igen. Han oplever religiøse og moralske konflikter. Han møder ufattelig grusomhed, men også heltemod og offervilje. Og han møder den første af de bedårende dejlige kvinder, som Adams har skabt i sine romaner.
| Bog | Spire Denne artikel om bøger og tidsskrifter er en spire som bør udbygges. Du er velkommen til at hjælpe Wikipedia ved at udvide den. |